# Scadoxus puniceus
Scadoxus puniceus (Скадоксус Поніцеус) — отруйна багаторічна рослина з роду Скадоксус родини Амарилісових. Декоративна і лікарська культура. В англомовній літературі відома під назвами африка́нська крива́ва лі́лія, змії́на лі́лія, пе́нзликова лі́лія або королі́вський пе́нзель. Ці назви вказують, відповідно, на регіон походження, червоний колір квіток, отруйність і форму густих суцвіть, схожих на малярський пензель.

## Опис

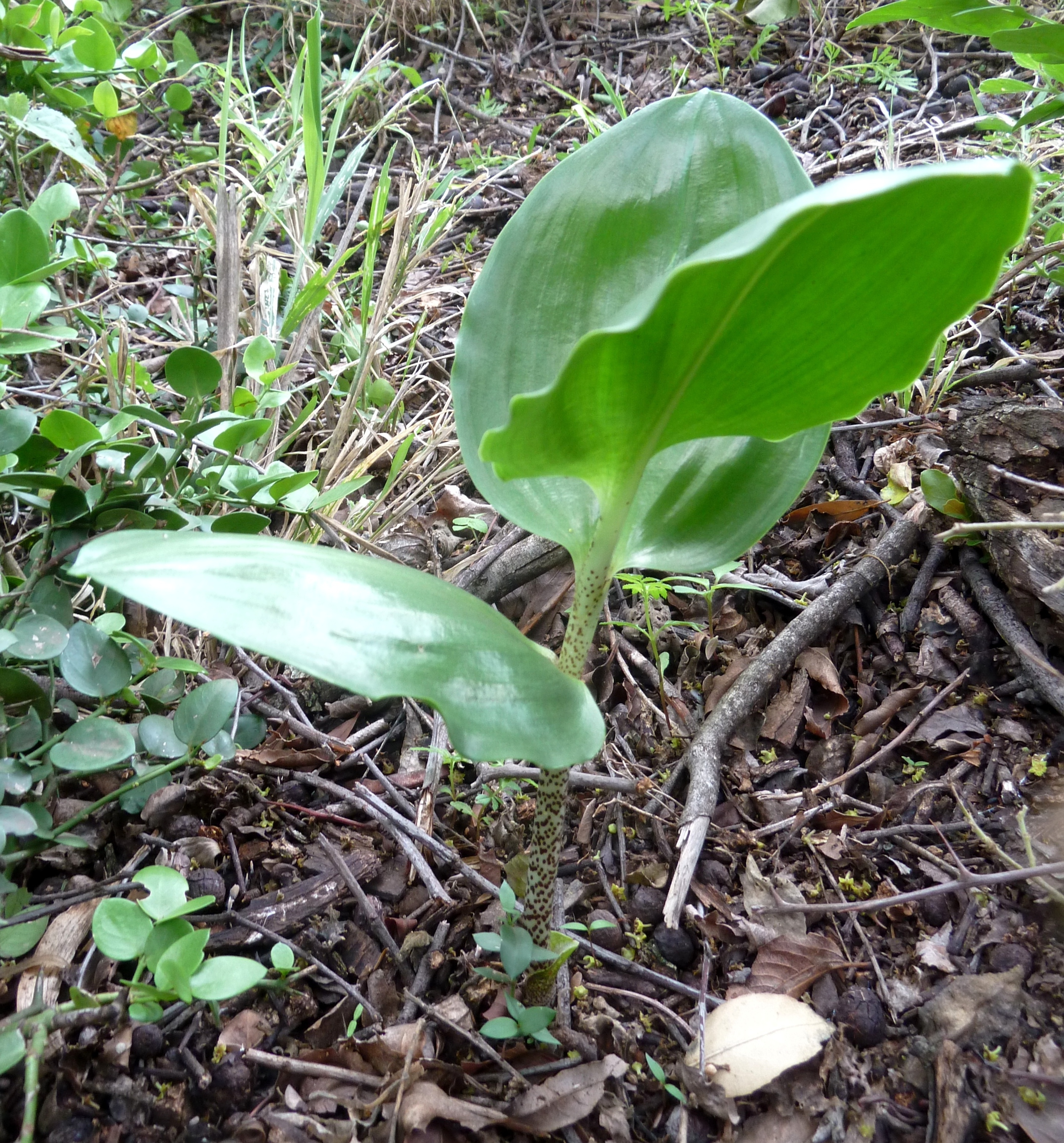
Молода рослина

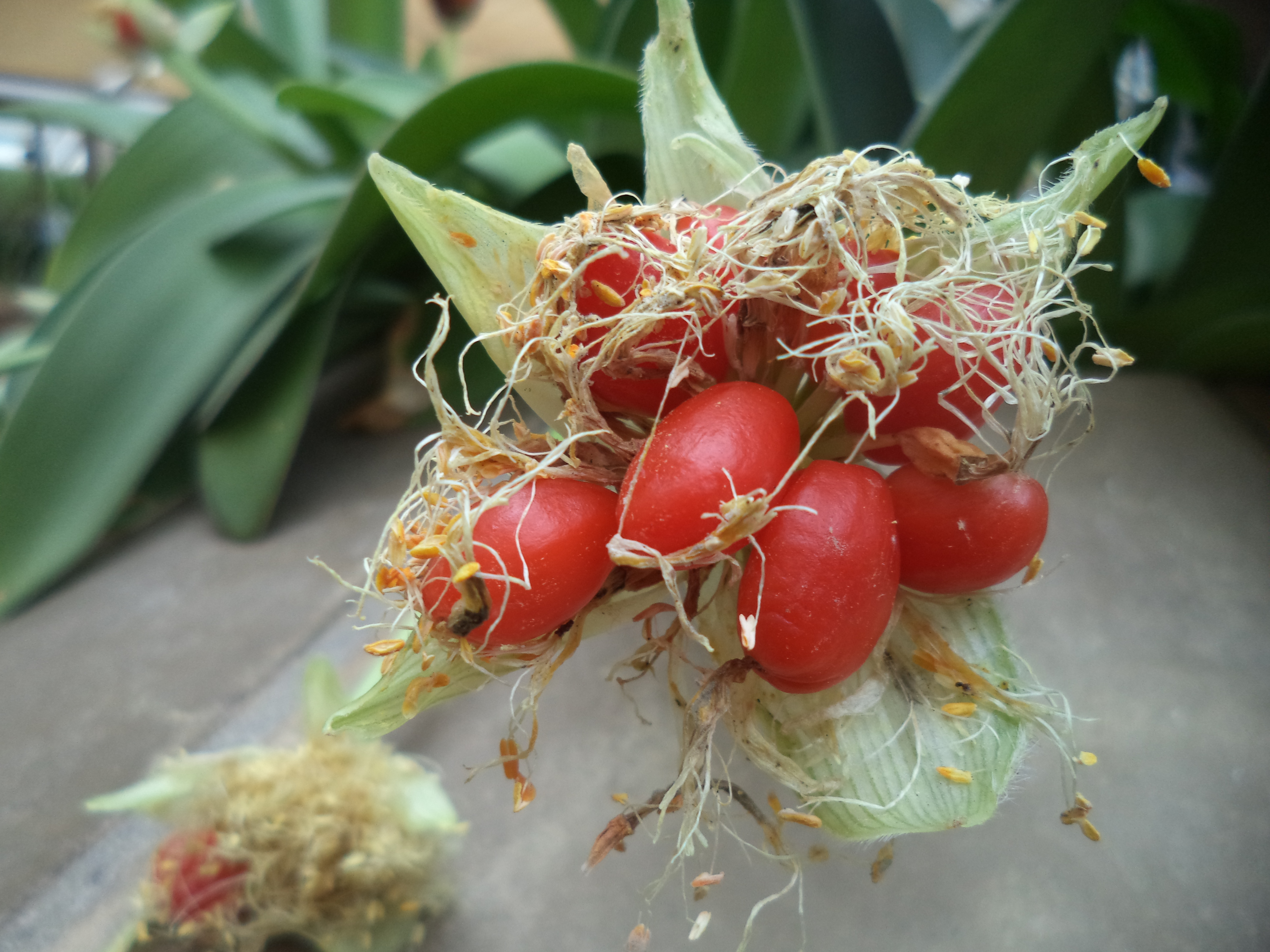
Фото зрілих плодів Scadoxus puniceus

Трав'яниста рослина заввишки 45-60 см з вираженим періодом спокою, геофіт. Підземні органи представлені великою цибулиною завширшки 10 см, від якої відходить коротке кореневище з численними м'ясистими білими коренями. Основи великих листків і квітконоса огорнуті невеличкими лускоподібними листками коричнювато-червоного кольору. Великі листки широколанцетні, еліптичні або яйцеподібні, гладкі, голі, цілокраї (у дорослих особин часто із хвилястим краєм), від яскраво- до темно-зеленого кольору, завдовжки 30-40 см. На одній рослині їх налічується 6-8 штук, вони з'являються після повного розвою квітконоса.
Несправжній квітконос, утворений піхвами листків, товстий, голий, зелений, з пурпуровими цятками біля основи, заввишки 50-60 см. Суцвіття — густий кулястий зонтик завширшки до 15 см. Приквітки великі, коричнювато-темно-червоні, на початку цвітіння повністю покривають суцвіття. Квітки двостатеві, актиноморфні, дрібні, без запаху, у диких особин яскраво-червоні, у культурних форм можуть бути червоно-помаранчевими, білими. Пиляки жовті. Плоди являють собою соковиті, кулясті, блискучі, червоні ягоди завширшки до 1 см. Кожна ягода містить лише по одній насінині.
Всі частини Scadoxus puniceus містять небезпечну отруту, до складу якої входять алкалоїди скадоксуцин, гемантамин, гемантидин, 6-β-гідроксикринамін.

## Екологія та поширення

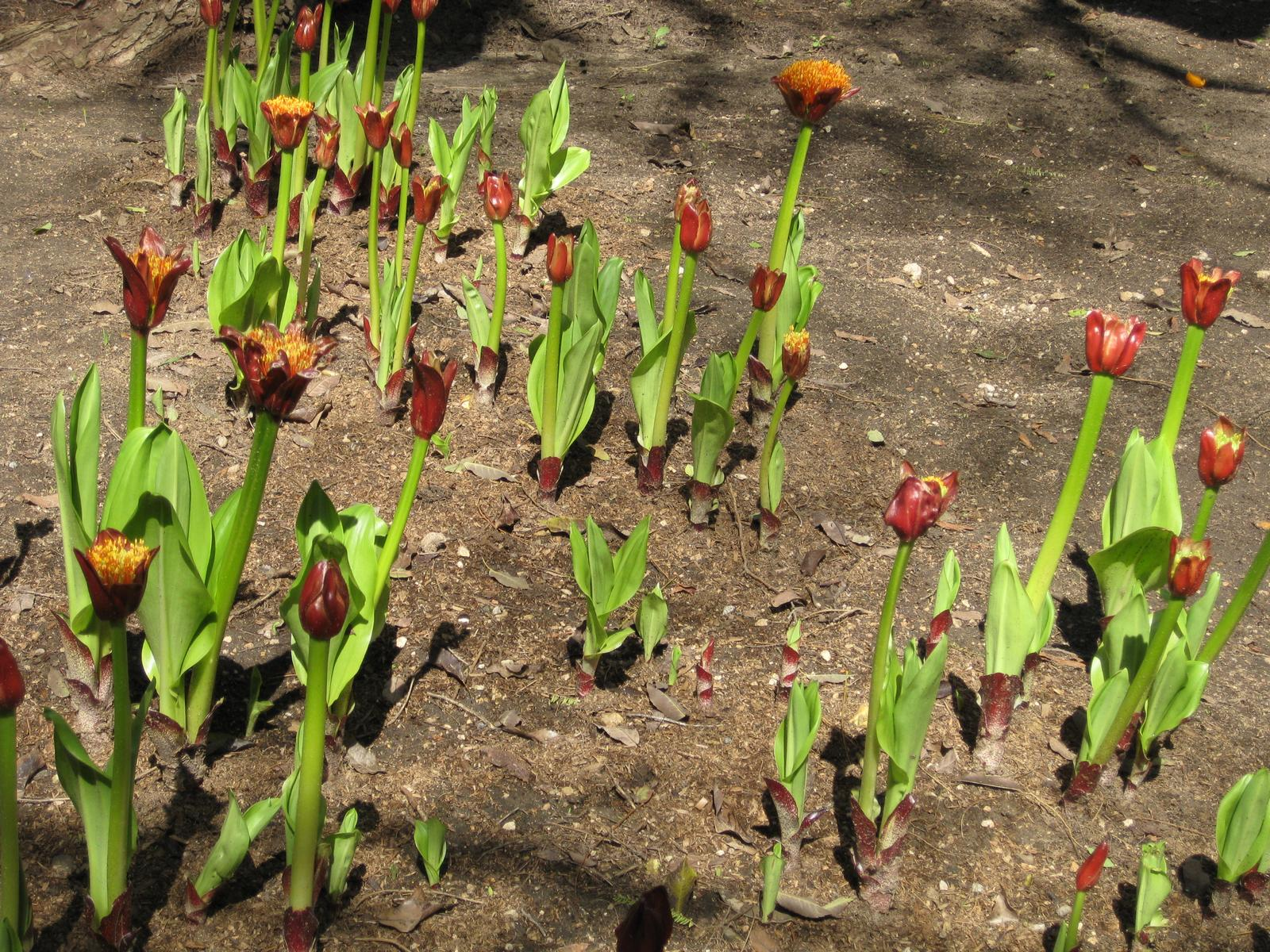
Під час розпукування суцвіття нагадують тюльпани

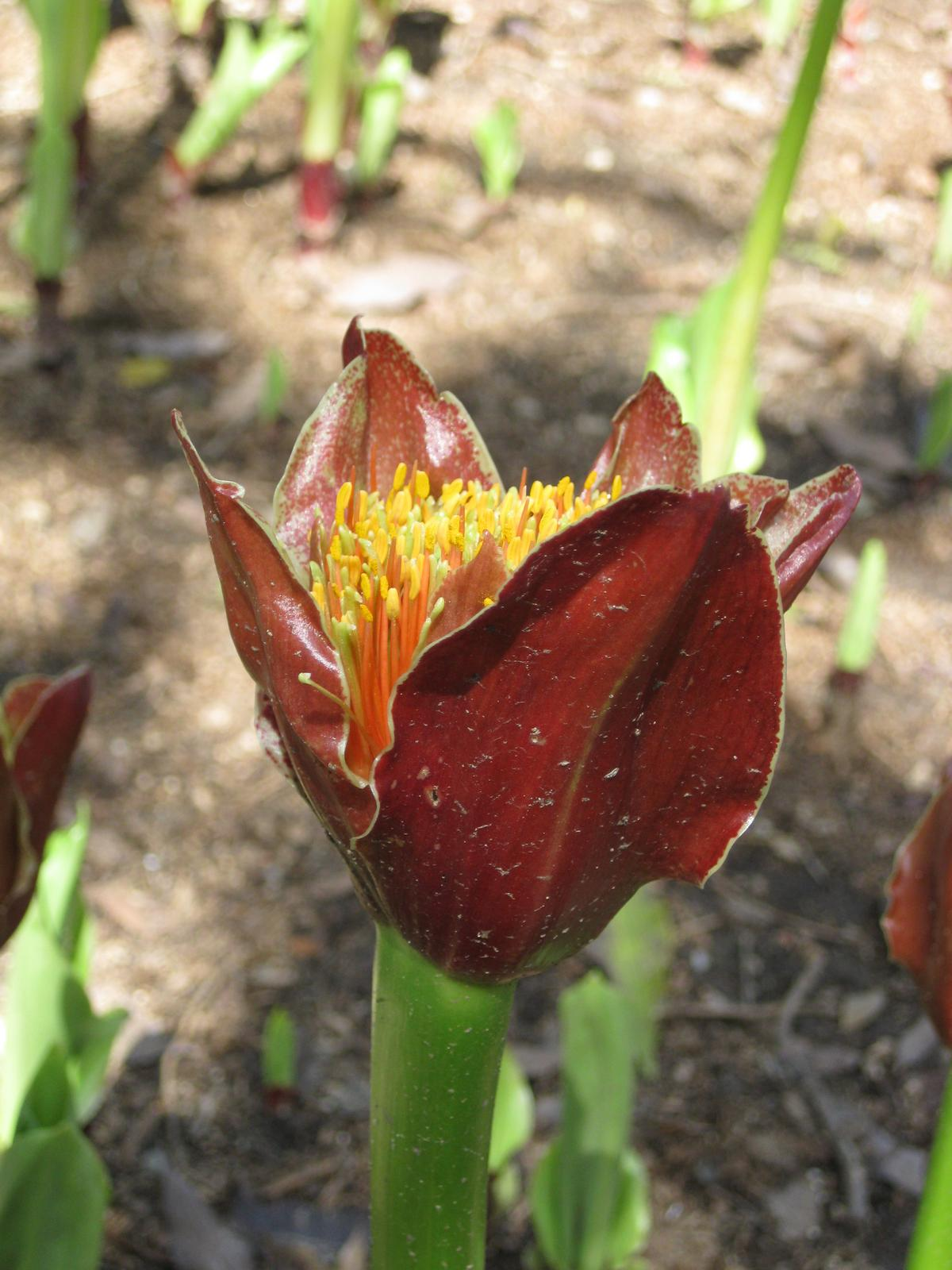
Приквітки великим планом

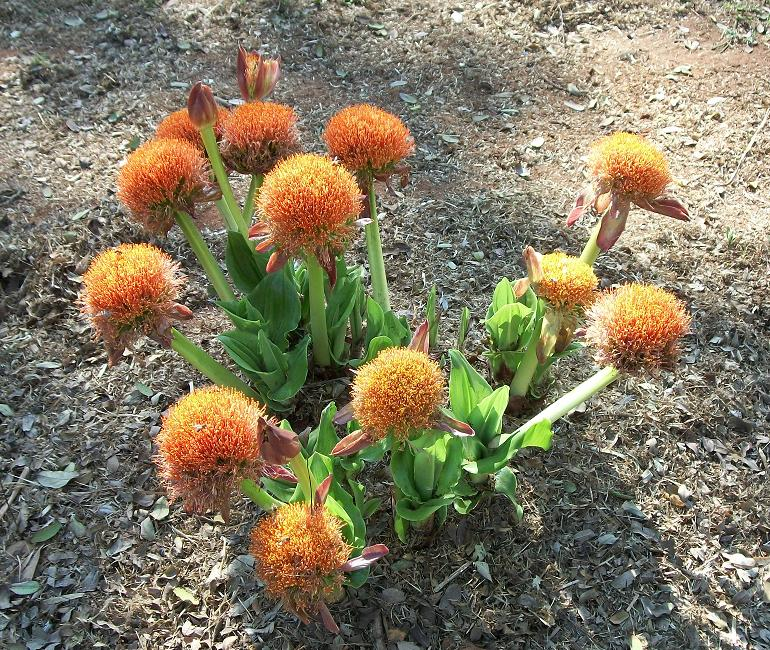
При відцвітанні суцвіття світлішають

Це тіньовитривала, помірно тепло- та вологолюбна рослина, яка зростає у тропічних лісах, чагарникових заростях по берегам річок, вогких ущелинах і ярах.
Під час періоду спокою вода і поживні речовини зберігаються у масивних, соковитих підземних органах — цибулині і коренях. Вегетативний розвиток Scadoxus puniceus починається наприкінці весни — початку літа. Першими з'являються квітконоси, а дещо згодом, під час розкриття квіток — листки. Квіти виробляють багато нектару, яким ласують нектарниці та ткачики, саме за їх допомогою відбувається запилення (орнітогамія). Насіння поширюється мавпами і птахами, які живляться стиглими ягодами. Розмножується ця рослина лише насінням, яке швидко втрачає схожість. Розвиток сіянців повільний, перше цвітіння у молодих особин спостерігається у віці 4-5 років.
Батьківщиною цієї рослини є Східна та Південна Африка, де вона зростає на теренах Есватіні, Ботсвани, Ефіопії, Танзанії, Малаві, Замбії, Мозамбіку й Зімбабве. Крім того, Scadoxus puniceus розповсюджений у Південно-Африканській Республіці, в якій його осередки поширені в провінціях Квазулу-Наталь та Східній Капській.

## Застосування

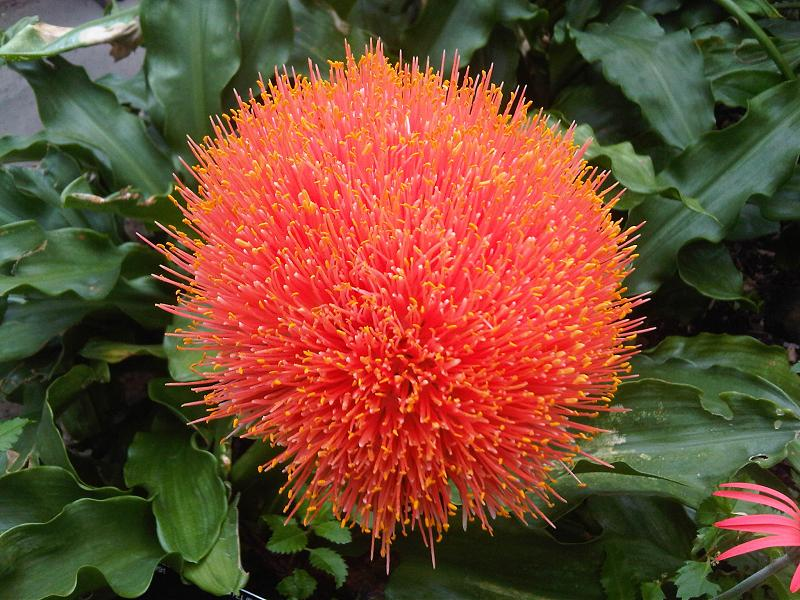
Суцвіття на початку цвітіння

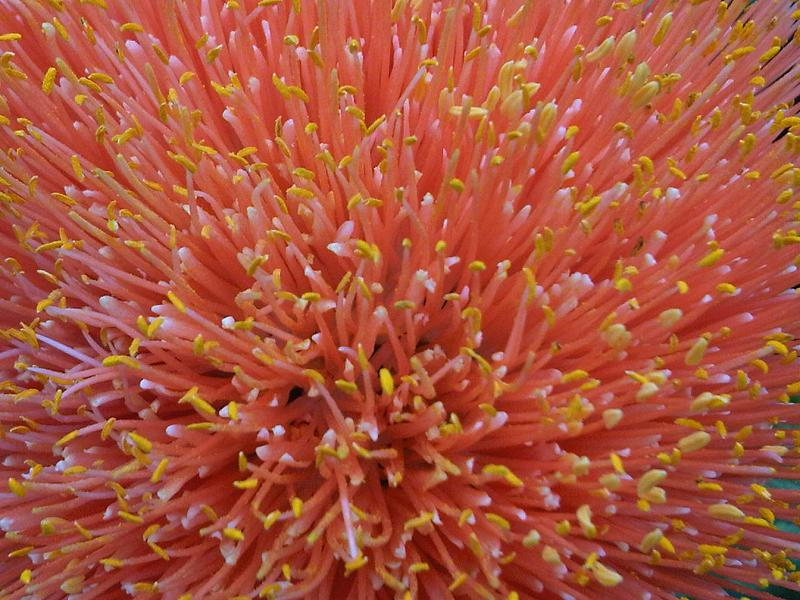
Квіти великим планом

Незважаючи на сильну токсичність цієї рослини (при вживанні цибулин можлива смерть), в Африці вона відома перш за все як лікарська. У традиційній медицині її застосовують для лікування шкірних виразок, кашлю, прокази, гарячки, кишково-шлункових хвороб, а також як сечогінне та ранозагоювальне. Крім того, вважається, що систематичне споживання Scadoxus puniceus під час вагітності сприяє безпечним пологам.
Поза батьківщиною цей вид відомий як декоративна рослина. Першими його почали вирощувати голландські садівники у XVIII сторіччі. Scadoxus puniceus рекомендується висаджувати у поживну, добре дреновану землю і тримати у затінку. Влітку цей скадоксус потребує регулярного поливу, взимку — сухого утримання, причому у період спокою рослини здатні витримати істотне охолодження (до −12 °C). Горщики з рослинами не можна повертати, оскільки це несприятливо впливає на цвітіння. Взагалі, в культурі цей вид може квітнути нерегулярно (раз на 2-3 роки). Рослини ушкоджуються равликами, слимаками і гусінню метелика Brithys crini.
Відомий гібрид цього виду із скадоксусом Катерини (підвидом скадоксуса багатоквіткового), а також кілька сортів: 'Natalensis', 'Magnificus' (з коралово-помаранчевими квітами), 'Alba' (білоквітковий).

## Синоніми
| - Gyaxis puniceus (L.) Salisb. - Haemanthus fax-imperii Cufod. - Haemanthus goetzei Harms - Haemanthus insignis Hook. - Haemanthus magnificus (Herb.) Herb. - Haemanthus natalensis Hook. - Haemanthus orchidifolius Salisb. | - Haemanthus puniceus L. - Haemanthus puniceus var. fortuita Herb. - Haemanthus puniceus var. magnificus Herb. - Haemanthus redouteanus M.Roem. - Haemanthus redouteanus var. subalbus M.Roem. - Haemanthus rouperi auct. - Haemanthus superbus Baker |